# كريستيان جيودسيلي
كريستيان جيودسيلي (بالفرنسية: Christian Giudicelli)‏ ولد عام 1942 بنيم. وهو كاتب فرنسي وناقد أدبي وكاتب 9 روايات حيث أن السابعة حصل عليها على جائزة رينودو الأدبية عام 1986.